# Ligelizumab
Il ligelizumab (QGE031 secondo la Denominazione Comune Internazionale) è un anticorpo monoclonale umanizzato dell'isotipo IgG1. È stato progettato per il trattamento dell'asma grave e dell'orticaria cronica spontanea. È un anticorpo anti-IgE che si lega alla regione epsilon della catena C di queste ultime e agisce come immunomodulatore. Viene somministrato tramite iniezione sottocutanea.
Viene prodotto dalla casa farmaceutica Novartis. Una ricerca finanziata dalla stessa Novartis ha concluso che il ligelizumab sembra più efficace nel trattamento dell'orticaria cronica spontanea rispetto all'omalizumab (altro anticorpo monoclonale) o al placebo.
Nel 2021, la Food and Drug Administration statunitense ha designato il ligelizumab come opzione terapeutica per i pazienti con orticaria cronica spontanea con refrattarietà parziale o totale alla terapia classica, a base di antistaminici. Peraltro, nel dicembre dello stesso anno, due studi clinici di fase III sul ligelizumab non hanno dimostrato un'efficacia maggiore di questo farmaco rispetto all'omalizumab, pertanto sono stati interrotti. Un altro studio, parimenti infruttuoso, è stato interrotto nel 2023.
Nel gennaio 2024 la Novartis ha interrotto uno studio giunto in fase III e vertente sull'efficacia del ligelizumab nel trattamento dell'allergia alle arachidi. Ulteriori studi nel campo delle allergie alimentari hanno previsto l'impiego dell'anticorpo e sono attualmente in corso.